# خیمی تورگانو
خیمی تورگانو (انگلیسی: Jaime Turégano؛ زادهٔ ۲۰ فوریهٔ ۱۹۹۲) بازیکن فوتبال اهل اسپانیا است.
از باشگاه‌هایی که در آن بازی کرده‌است می‌توان به باشگاه فوتبال آلکورکون اشاره کرد.